# しながわ中央公園
しながわ中央公園（しながわちゅうおうこうえん）は、東京都品川区西品川にある品川区立の都市公園である。

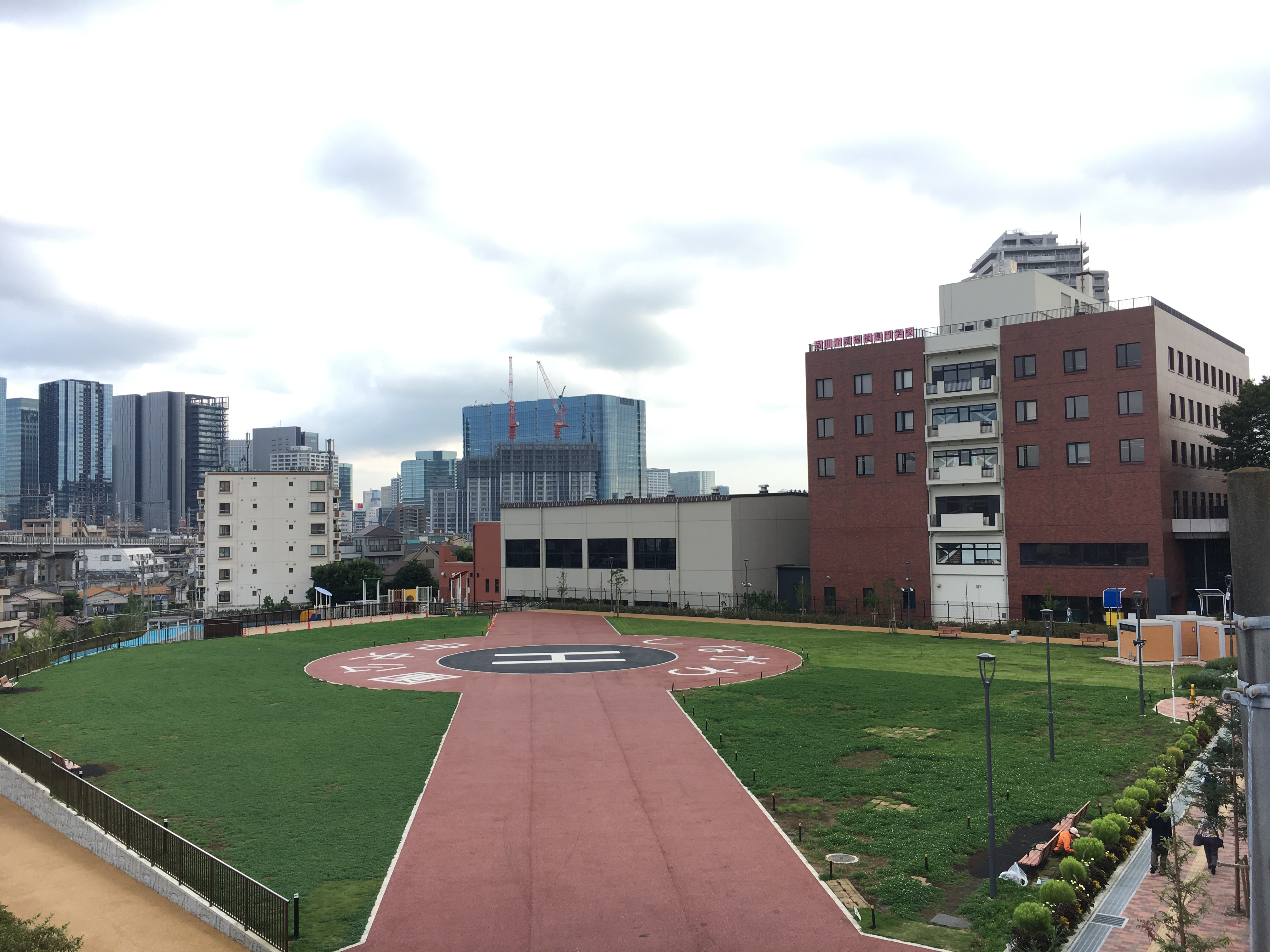
ヘリポート

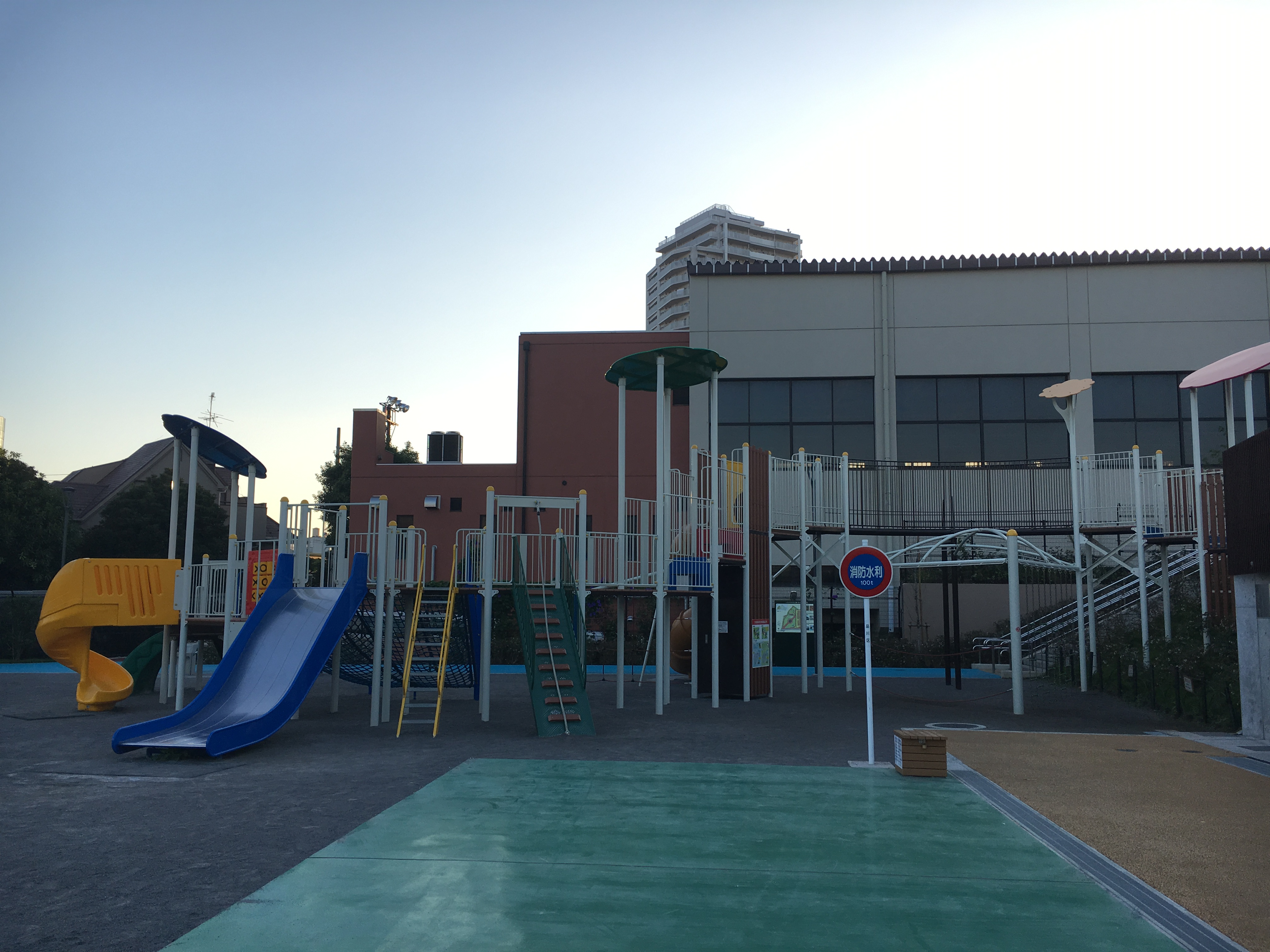
防災複合遊具

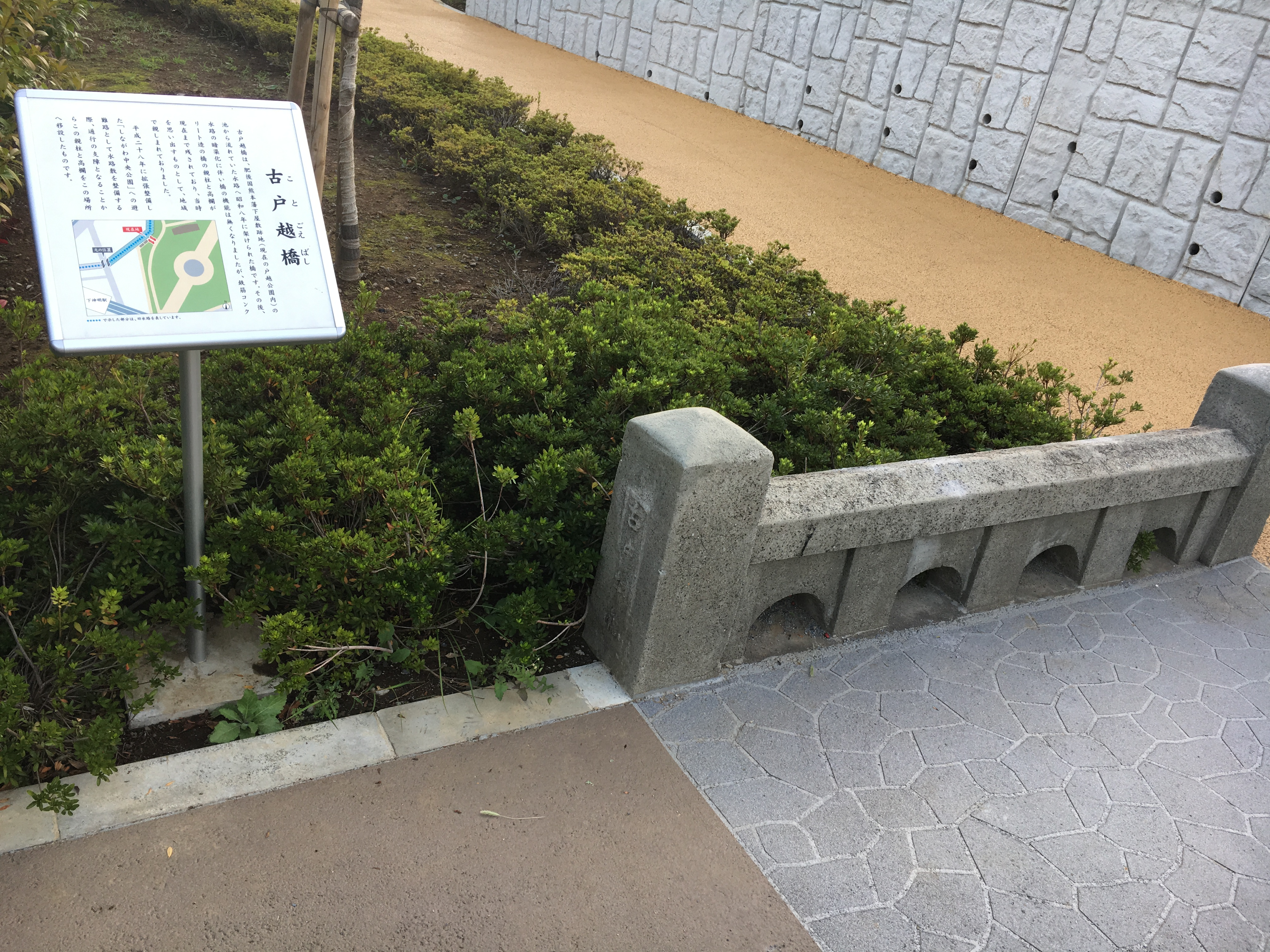
古戸越橋

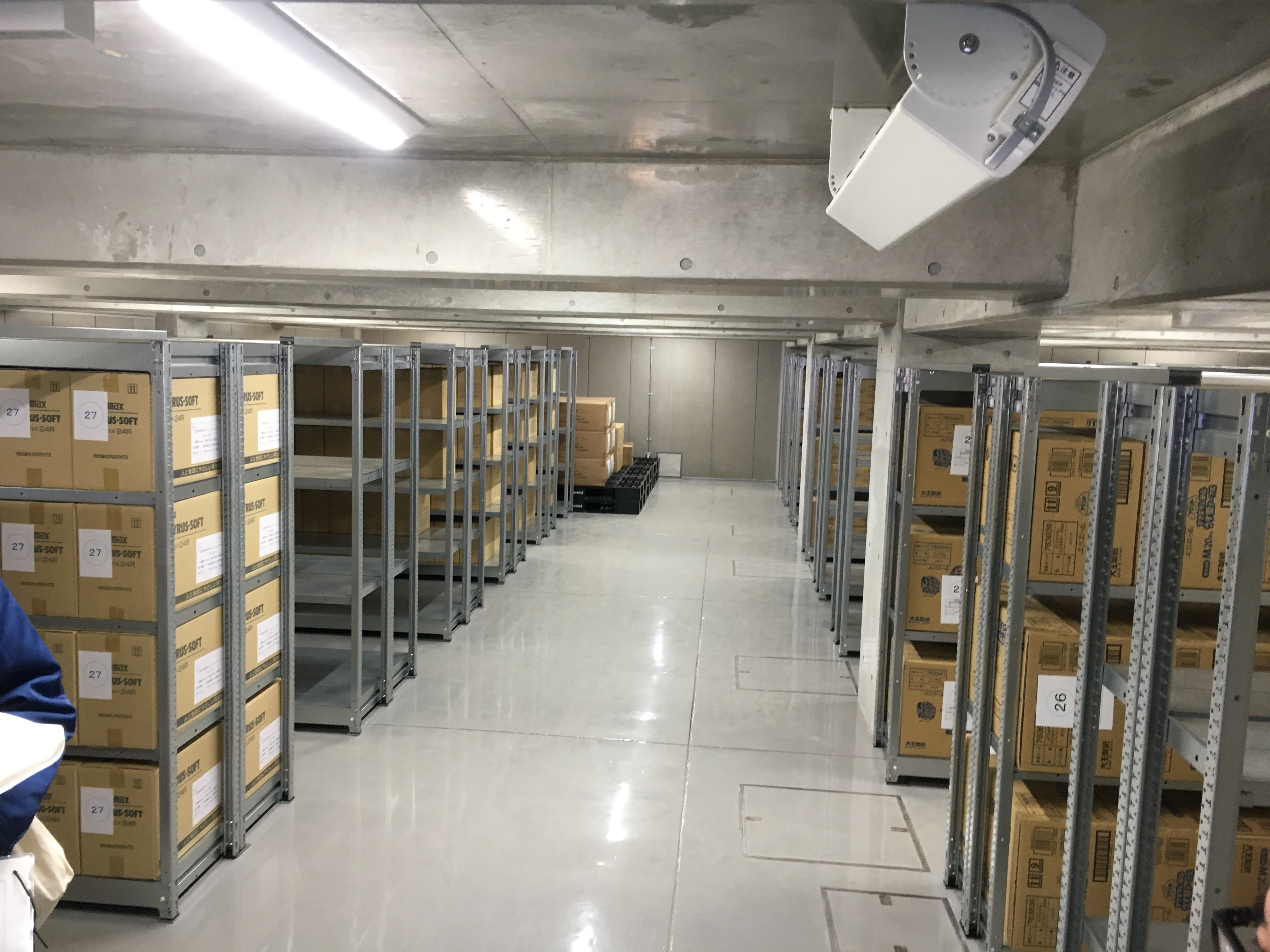
防災備蓄倉庫

## 歴史
公園の大半は元三菱マテリアルの工場があったところで、品川区が公園用地として取得後整備され2003年4月1日に開園したものである。翌2004年4月1日には噴水なども完成し、全面開園した。また公園の敷地の一部は工場跡地ではなく、品川区立トリム公園として1981年4月10日に開園していたもので、しながわ中央公園は既存のトリム公園を取り込む形で開園したものである。現在でもトリム広場がある。当公園は品川区役所の前にあり、近隣の住民を中心に多くの人に利用されている。
2017年1月には隣接する品川区中小企業センターを挟んで下神明駅側に公園を拡張する工事が完了。災害時にはヘリポートとして利用できる広場や災害用備蓄倉庫などが整備された。
江戸時代農耕地帯であった品川区域の農業用水として利用されていた「品川用水」が現在のテニスコートと多目的広場、災害用ヘリポート付近に流れていたが、暗渠として整備されている。
また、古戸越川に架かっていた古戸越橋の欄干（1933年竣工）が公園内に移設されている。50mほど離れた位置の暗渠水路に両側の欄干が残っていたが、道路整備の一環で撤去され、公園内に保存されたものである。
2020年東京オリンピックの聖火リレーでセレブレーション会場となった、聖火ランナーは公募により1万人程度が選ばれた。聖火リレーについて、組織委員会はスポンサー企業4社と各都道府県実行委員会が行ったランナー公募に延べ53万5717件の応募があったと発表した。東京都の公募枠は165人で、1万6910人から応募があった、倍率は102倍になった。

## 主な施設
- マラソンコース
- 噴水
- トリム広場
- 児童向け広場
- ボルダリング施設（有料施設）
- 災害用ヘリポート
- 防災複合遊具
- 多目的広場（有料施設）
- テニスコート（有料施設）
- 古戸越川の移設欄干

## 近隣施設

### 官公庁・公共施設
- 品川区役所　屋上開放、電動自転車の充電 - 2017年時点
- しながわ防災体験館
- 品川区立中小企業センター
- 荏原第五地域センター
- 品川区立二葉図書館
- 豊葉の杜学園温水プール
- 神明児童遊園 - 通称「タコ公園」
- 戸越公園 - 文庫の森

### 教育機関
- 青稜中学校・高等学校
- 品川区立豊葉の杜学園

### その他施設等
- ブリリア大井町ラヴィアンタワー

### 温泉 ・ 銭湯施設
- 西品川温泉 宮城湯

## アクセスなど
- 東急大井町線・下神明駅より徒歩約0分（公園拡張により隣接）
- 京浜東北線・大井町駅より徒歩約10分。山手線・大崎駅より徒歩約15分。
- 横須賀線・湘南新宿ライン・西大井駅より徒歩約12分。
- 開園時間:常時開園。ただしスポーツ施設の利用は深夜、早朝は不可。
- 公園に駐車場はないが、公園の前にある品川区役所に有料駐車場がある。
- 料金など：入園料は無料。スポーツ施設の利用は有料のものや予約等が必要なものもあるので、詳細は公園事務所に問い合わせの事。